# Orientilla
Orientilla (лат.) — род ос-немок из подсемейства Dasylabrinae. Известно около 15 видов.

## Распространение
Юго-Восточная Азия и, частично, Австралазия и Палеарктика.

## Описание
Осы-немки крупных, средних и мелких размеров. Длина тела колеблется от 5 мм до 3 см. Грудь рыжевато-красная, брюшко буровато-чёрное (тело Orientilla manni полностью чёрное) со светлым опушением. Окраска головы от светлой до тёмной. Отличия самцов: грудь лишена медиального продольного киля между усиковыми бугорками; глаз овальный, слабо выступает из головной капсулы; крылья развиты полностью; тегула сзади достигает мезоскуто-скутеллярного сочленения; мезоскутеллюм латерально продольно килеватый; голени бледные; метасомальный сегмент 1 петиолевидный; тергит Т1 с отчётливыми дорсальной и передней гранями; латеральная войлочная линия присутствует на стерните S2, но отсутствует на Т2; S6 плоский, без медиальных бугорков; генитальный парамер с короткими внутренними волосками. Отличия самок: грудь лишена медиального отростка; F1 сплющенный; длина F1 не равна его ширине и длине F2; мезоплеврон сильно расширен латерально; протарсус с короткими наружными шипами; метасомальный сегмент 1 петиолевидный; тергит T1 с отчётливыми дорсальной и передней гранями; латеральная войлочная линия присутствует на S2, но отсутствует на T2; пигидиальная пластинка выпуклая, без латерального киля.

## Систематика
Известно около 15 видов. Первоначально этот род был создан для включения восточноазиатских видов преимущественно афротропического и западнопалеарктического рода Stenomutilla André, 1896 (Lelej 1979). Позже этот род был отмечен из Южной Азии и Австрало-Азиатского региона. Самки Orientilla и Stenomutilla распознаются в Dasylabrinae по наличию петиолевидного метасомального сегмента 1 и латеральной войлочной линии, присутствующей только на стерните S2. Однако у самок Orientilla F1 вдавлен, его длина не равна ширине F1 и длине F2 (у Stenomutilla F1 цилиндрический, его длина 2,2-2,3 × ширина F1 и 1,2 × длина F2).
Часть видов известны только по самкам (♀) или только по самцам (♂).
- Orientilla aureorubra (Sichel & Radoszkowski, 1870), ♂♀ (Индия, Шри-Ланка)
- Orientilla chinensis  (Zavattari, 1922), ♂♀ (Китай)
- Orientilla croma  (Zavattari, 1914), ♂ (Мьянма)
- Orientilla desponsa  (Smith, 1855), ♂♀ (Китай, Тайвань, Мьянма, Вьетнам)
- Orientilla jabalpurensis  Das & Girish Kumar, 2016, ♀ (Индия)[3]
- Orientilla kallata  (Nurse, 1902), ♂ (Индия, Шри-Ланка)
- Orientilla krombeini  Lelej, 1996, ♂♀ (Вьетнам)[6]
- Orientilla manni  (Krombein, 1971), ♀ (Соломоновы Острова)
- Orientilla nitens Okayasu, 2023, ♀ (Индия)[1]
- Orientilla nobilis  (Smith, 1855), ♂ (Индия)
- Orientilla remota  (Cameron, 1897), ♀ (Шри-Ланка)
- Orientilla schmideggeri  Lelej, 2005, ♀ (Индия)[7]
- Orientilla sejugoides  (Magretti, 1892), ♂ (Мьянма)
- Orientilla tamaderai Okayasu, 2023, ♀ (Лаос)[1]
- Orientilla vietnamica  Lelej, 1979, ♀ (Вьетнам, Лаос, Мьянма, Таиланд)[2] typus